# Nes, Buskerud
Nes là một đô thị hạt Buskerud, Na Uy. Nó là một phần của khu vực truyền thống Hallingdal. Trung tâm hành chính của đô thị này là làng Nesbyen.
Các giáo xứ của Næs được thành lập như là một đô thị ngày 1 tháng 1 năm 1838 (xem formannskapsdistrikt). Khu vực Flå đã được tách khỏi Nes ngày 01 tháng 1 năm 1905 để trở thành một đô thị riêng biệt.